# Live: Omaha to Osaka
Live: Omaha to Osaka è un album dal vivo del gruppo musicale statunitense L7, pubblicato nel 1998.

## Tracce
1. L7 Medley/Overture – 6:41
2. Bad Things – 3:22
3. Must Have More – 4:06
4. Deathwish – 3:01
5. Slide – 4:07
6. Bitter Wine – 4:32
7. Drama – 4:10
8. Non-Existent Patricia – 4:17
9. Pattylean – 2:53
10. El Whatusi – 3:54
11. Shitlist – 3:01
12. Andres – 3:08
13. Fast and Frightening – 3:41
14. Off the Wagon – 2:56
15. Little One – 2:09
16. Lorenza, Giada, Alessandra – 5:15

## Formazione
- Donita Sparks – voce, chitarra
- Suzi Gardner – chitarra, cori
- Demetra Plakas – batteria, cori
- Gail Greenwood – basso, cori